# Klaas-Hinrich Ehlers
Klaas-Hinrich Ehlers (* 18. März 1959 in Braunschweig) ist ein deutscher Linguist.

## Leben
Das Studium ab Wintersemester 1978/79 der Philosophie und Germanistik schloss er mit der Promotion 1990 am Fachbereich Germanistik der FU Berlin ab. Nach der Habilitation 2004 für das Fach Germanistische Linguistik an der  Europa-Universität Viadrina erfolgte 2013 die Umhabilitierung an den Fachbereich Philosophie und Geisteswissenschaften der Freien Universität Berlin, Institut für Deutsche und Niederländische Philologie. Er ist wissenschaftlicher Mitarbeiter im Projekt Sprachwandel in den Zuwanderungsgebieten von Flucht und Vertreibung. Sprachgebrauch und Sprachwahrnehmung bei Alteingesessenen und immigrierten Vertriebenen in Mecklenburg seit 1945 am Collegium Carolinum.
Seine Forschungsschwerpunkte sind (historische) Soziolinguistik, historische und kontrastive Pragmatik, Dialektologie / Regionalsprachenforschung des norddeutschen Raums, Geschichte der Sprachwissenschaft und ihrer Nachbardisziplinen und deutsch-tschechische Beziehungen in Sprache und Kultur.

## Ehrungen
- 2018: Johannes-Saß-Preis für seine Studie Geschichte der mecklenburgischen Regionalsprache seit dem Zweiten Weltkrieg[1]
- 2022: Fritz-Reuter-Preis für seine Forschungen zur Entwicklung des Plattdeutschen in Mecklenburg unter Einfluss der Flüchtlinge und Vertriebenen des Zweiten Weltkriegs[2][3]

## Schriften (Auswahl)
- mit Harald Weydt: Partikel-Bibliographie. Internationale Sprachenforschung zu Partikeln und Interjektionen. Frankfurt am Main 1987, ISBN 3-8204-9250-X.
- Das dynamische System. Zur Entwicklung von Begriff und Metaphorik des Systems bei Jurij N. Tynjanov. Frankfurt am Main 1992, ISBN 3-631-44925-9.
- Strukturalismus in der deutschen Sprachwissenschaft. Die Rezeption der Prager Schule zwischen 1926 und 1945. Berlin 2005, ISBN 3-11-018264-5.
- Der Wille zur Relevanz. Die Sprachforschung und ihre Förderung durch die DFG 1920–1970. Stuttgart 2010, ISBN 978-3-515-09712-3.
- Geschichte der mecklenburgischen Regionalsprache seit dem Zweiten Weltkrieg. Varietätenkontakt zwischen Alteingesessenen und immigrieren Vertriebenen. Teil 1: Sprachsystemgeschichte. Berlin 2015. ISBN 978-3-631-75871-7 (library.oapen.org).